# Station Rozières-sur-Mouzon
Station Rozières-sur-Mouzon is een spoorwegstation in de Franse gemeente Rozières-sur-Mouzon.